# California Clásico
California Clásico, a volte accorciato in Cali Clásico, è il nome attribuito alla rivalità calcistica tra L.A. Galaxy e San Jose Earthquakes, una delle più accese della MLS e di tutto il panorama calcistico nordamericano, nonché la più storica nello stato della California.
La scelta del nome Clásico per definire questa rivalità è da attribuire al significato che questa parola assume (con il significato di derby) in molti paesi ispanofoni e in virtù delle radici ispaniche, nonché delle origini di gran parte della popolazione, dello stato californiano. 

## Storia
Questo derby trova le sue radici nelle differenze culturali tra California del Nord e California del Sud, nonché della rivalità che intercorre tra le loro squadre nei diversi sport. La relativa prossimità delle due città, distanti poco meno di 600 km, ha contribuito a creare maggiore astio tra le due tifoserie.
Il picco  della rivalità tra i due club californiani si toccò nei primi anni dopo il duemila, un periodo in cui le due compagini vinsero un totale di 4 titoli MLS e si incontrarono diverse volte nei playoff, tra cui una in finale nel 2001, con vittoria finale di San Jose.
A seguito di problemi societari e con lo stadio, nel 2006 gli Earthquakes si trasferirono, con tutti i suoi giocatori e membri dello staff tecnico, a Houston, dando vita ad una nuova franchigia, la Houston Dynamo, e vincendo il titolo nelle due stagioni successive.
Per due stagioni il Cali Clasico dunque non si disputò, ma il calcio professionistico tornò a San Jose nel 2008. Da quel momento in poi i Quakes hanno tuttavia faticato a tornare ai fasti di un tempo, mentre gli L.A. Galaxy hanno continuato a vincere titoli e ad avere la meglio nella gran parte dei derby disputati.

## Vincitori
Ogni anno viene consegnata una coppa alla compagine con il maggior numero di punti nei derby della stagione regolare della MLS. Tra il 1996 e il 1999, gli incontri terminati in parità venivano decisi da uno spareggio tramite shootout, al cui vincitore veniva assegnato 1 punto, mentre allo sconfitto nessuno. Per l'inizio della stagione 2000 questo sistema fu abolito, e da quel momento ogni partita terminata in parità avrebbe assegnato 1 punto ad entrambe le squadre.
| Anno | Vincitore            | Punteggio | Reti totali |
| ---- | -------------------- | --------- | ----------- |
| 1996 | Los Angeles Galaxy   | 10-0      | 9-5         |
| 1997 | San Jose Clash       | 6-4       | 10-6        |
| 1998 | Los Angeles Galaxy   | 5-3       | 5-5         |
| 1999 | Los Angeles Galaxy   | 9-1       | 9-3         |
| 2000 | Los Angeles Galaxy   | 8-2       | 6-2         |
| 2001 | San Jose Earthquakes | 6-0       | 6-3         |
| 2002 | Los Angeles Galaxy   | 9-3       | 4-2         |
| 2003 | Los Angeles Galaxy   | 5-5       | 5-3         |
| 2004 | Los Angeles Galaxy   | 7-4       | 6-6         |
| 2005 | San Jose Earthquakes | 9-3       | 9-4         |
| 2008 | LA Galaxy            | 6-3       | 7-3         |
| 2009 | LA Galaxy            | 4-4       | 4-3         |
| 2010 | San Jose Earthquakes | 4-1       | 3-2         |
| 2011 | LA Galaxy            | 4-1       | 2-0         |
| 2012 | San Jose Earthquakes | 7-1       | 9-7         |
| 2013 | LA Galaxy            | 4-4       | 5-3         |
| 2014 | LA Galaxy            | 5-2       | 4-3         |
| 2015 | San Jose Earthquakes | 6-3       | 6-6         |
| 2016 | LA Galaxy            | 5-2       | 5-3         |
| 2017 | San Jose Earthquakes | 6-3       | 7-5         |
| 2018 | LA Galaxy            | 4-1       | 4-3         |
| 2019 | San Jose Earthquakes | 6-0       | 6-1         |
| 2020 | San Jose Earthquakes | 7-4       | 8-4         |
| 2021 | LA Galaxy            | 6-3       | 5-3         |

## Statistiche
Aggiornate al 21 agosto 2021.

### Incontri
|                       | Vittorie Galaxy | Pareggi | Vittorie Earthquakes | Reti Galaxy | Reti Earthquakes |
| --------------------- | --------------- | ------- | -------------------- | ----------- | ---------------- |
| Stagione Regolare MLS | 34              | 16      | 27                   | 119         | 109              |
| Playoff MLS           | 5               | 1       | 3                    | 12          | 12               |
| Finale MLS (MLS Cup)  | 0               | 0       | 1                    | 1           | 2                |
| U.S. Open Cup         | 5               | 0       | 1                    | 9           | 5                |
| Totale                | 44              | 17      | 32                   | 141         | 128              |

### Titoli
| Squadra              | Campionati MLS | MLS Supporters' Shield | U.S. Open Cup | CONCACAF Champions' Cup | Totale |
| -------------------- | -------------- | ---------------------- | ------------- | ----------------------- | ------ |
| L.A. Galaxy          | 5              | 4                      | 2             | 1                       | 12     |
| San Jose Earthquakes | 2              | 2                      | 0             | 0                       | 4      |